# Mary E. Holland
Mary E. Holland, rozená Troxel (25. února 1868 Galena – 27. března 1915 Chicago) byla americká soukromá vyšetřovatelka, která mezi prvními propagovala identifikaci podle otisků prstů při vyšetřování kriminálních činů. Byla jedním ze soudních znalců v prvním případě, kdy byl ve Spojených státech usvědčen zločinec na základě otisků prstů. Zasloužila se o urychlené přijetí identifikace podle otisků první do právního systému.

## Životopis
Mary E. Troxel se narodila 25. února 1868 v Galena ve státě Illinois jako dcera Eliase Daniela Troxela a Sarah Troxel rozené Miller. Její otec, metodistický duchovní, se v armádě setkal s Allanem Pinkertonem a stal se obdivovatelem jeho práce. Sbíral detektivky, které Mary četla, a které podnítily její zájem o detektivní práci.
V roce 1888 se provdala za Philipa Cosmore Hollanda. Počátkem 80. let 19. století v Cedar Rapids publikovala časopis The Detective, určený pro pracovníky orgánů činných ve vymáhání práva. Časopis přinášel fotografie hledaných zločinců a katalog potřeb pro kriminalisty. Mary pracovala jako spoluredaktorka. Když časopis získal na popularitě, přestěhoval své zázemí do Chicaga.
Mary vedla také detektivní agenturu Holland Detective Agency, jejíž kanceláře se nacházely v budově Schiller Building v Chicagu. Jako soukromá vyšetřovatelka občas konzultovala své případy s chicagskou policií. V jednom případě byla najata, aby pomohla při řešení sporu o nájemní smlouvu, což skončilo jejím zapojením do přestřelky o vlastnictví saloonu.
V roce 1904 se seržant John K. Ferrier ze Scotland Yardu, zúčastnil Světové výstavy v St. Louis jako součást ostrahy výstavy šperků královny Viktorie. Měl také prezentaci a vedl kurzy týkající se tehdy nového Henryho klasifikačního systému pro otisky prstů. Mary Holland se tam s Ferrierem seznámila a sedm a půl měsíce u něj navštěvovala kurzy. Na další školení odcestovala také do Londýna, kde složila zkoušky odborné způsobilosti, které vedl Scotland Yard. Stala se zastánkyní forenzní identifikace otisků prstů a začala v užívání této metody školit policejní oddělení po celých Spojených státech. V roce 1906 Mary vyškolila v oblasti snímání otisků prstů personál amerického námořnictva.
| „                                           | Neexistuje práce vykonávaná mužem, kterou by žena nemohla vykonávat stejně dobře. Moje víra ve své pohlaví, jeho mozek a schopnosti je silná a hluboce zakořeněná. | “ |
| — Mary E. Holland, Detroit Free Press, 1908 | |   |

V procesu s Thomasem Jenningsem v Chicagu v roce 1910, byla Mary Holland jednou z několika znalců, kteří byli předvoláni k ověření otisků prstů použitých k usvědčení obviněného. Odsouzení, které bylo potvrzeno v odvolacím řízení, bylo prvním případem, kdy byly otisky prstů použity k usvědčení podezřelého ve Spojených státech. Jennings byl popraven 16. února 1912.
Mary také studovala u Alphonse Bertillona, který vytvořil systém identifikace podezřelých pomocí měření a klasifikace otisků prstů. Mary se stala americkým zástupcem Bertillonovy metody, podle které školila další a prodávala ji místním policejním oddělením.
Mary Holland zemřela 27. března 1915 ve věku 47 let. Zemřela po operaci na zápal plic. Byla pohřbena na hřbitově Mount Hope v Chicagu.

## V kultuře
Mary Holland byla inspirací pro „dívčí vyšetřovatelku” Miss Madelyn Mack v sérii příběhů Hugha C. Weira.